# Sabkhat Tadder
Sabkhat Tadder o sabha de Tadder (àrab: سبخة تدّر, sabẖat Taddar) és una llacuna salada o sabkha de Tunísia i Líbia, situada a la governació de Médenine, delegació de Ben Guerdane, de la qual forma el seu límit oriental. És a 5 km de la costa, i el seu extrem sud-oriental pertany a Líbia. És llarga (22 km de nord a sud, uns 18 en territori tunisià) i ample, amb una mitjana de 6 km, excepte una zona on forma una llengua. Té una superfície de 135 km². La ciutat principal de la seva rodalia és Mekhissdem, al sud-oest (a uns 2 km); la imada d'El Gounna és al nord-est.